# Kaya Scodelario
Kaya Scodelario, född 13 mars 1992 i Paddington, London, är en engelsk skådespelerska och fotomodell. Hon är mest känd för sin roll som Effy Stonem i TV-serien Skins.

## Karriär

### Skins
Utan någon tidigare skådespelarerfarenet fick Scodelario vid 14 års ålder rollen som Effy Stonem i serien Skins. Det var till början en liten roll men under andra säsongen utvecklades hennes rollkaraktär avsevärt. Till säsong 3 bytte man ut hela rollbesättningen utom Effys karaktär som blev huvudperson. 
12 mars 2009 meddelade man på Skins officiella hemsida att en fjärde säsong hade planerats, där Scodelario tillsammans med sina motspelare skulle få återgå till sina roller. Man började filma i juli och Scodelario avslöjade att den 18 november 2009 var deras sista dag att filma, och att hon skulle sakna att vara en del av serien. Scodelario lämnade serien efter fjärde säsongen och lämnade plats för den tredje generationen av karaktärer.
För sin roll i Skins blev Scodelario nominerad i kategorin Best Actress på TV Quick Awards 2009.

### Annat
Scodelario fick sin filmdebut i science fiction-thrillern Moon, som hade premiär på Sundance Film Festival 2009. I hennes andra film Shank, spelar hon tonåringen Tasha. Filmen släpptes den 26 mars 2010. Hon medverkar även i nyinspelningen av Clash of the Titans, där hon spelar Peshet.
Scodelario skrev på ett kontrakt med Models 1 och har varit modell för diverse tidningar som Teen Vogue, Nylon, Instyle UK, Elle UK, Dazed & Confused, Vogue och i-D. Hon medverkar även i musikvideorna "Stay Too Long" och "She Said" av den Brittiska musikern Plan B.
I april 2010 bekräftade Scodelario att hon fått rollen som Cathy i Andrea Arnolds nyinspelning av filmen Wuthering Heights.
I januari 2015 meddelade Jerry Bruckheimer att hon fått en roll i den femte filmen i Pirates of the Caribbean-serien. Filmen påbörjade produktion under februari 2015  och hade svensk premiär den 24 maj 2017.
Scodelario tilldelades huvudrollen i Netflixs originalserie Spinning Out som följer Kat Baker (Scodelario), en talangfull konståkare som överväger att lägga skridskorna på hyllan efter ett hårt fall. Serien hade premiär på Netflix den första januari 2020.

## Filmografi
| År              | Titel                                       | Roll                 | Noteringar |
| --------------- | ------------------------------------------- | -------------------- | ---------- |
| 2007–2010, 2013 | Skins                                       | Effy Stonem          | 26 avsnitt |
| 2009            | Moon                                        | Eve                  |            |
| 2010            | Clash of the Titans                         | Peshet               |            |
| 2010            | Shank                                       | Tasha                |            |
| 2011            | Wuthering Heights                           | Catherine Earnshaw   |            |
| 2012            | True Love                                   | Karen                | 2 avsnitt  |
| 2012            | Now Is Good                                 | Zoey                 |            |
| 2012            | Twenty8k                                    | Sally Weaver         |            |
| 2013            | Emanuel and the Truth About Fishes          | Emanuel              |            |
| 2013            | Southcliffe                                 | Anna                 |            |
| 2014            | The Maze Runner                             | Teresa               |            |
| 2015            | Tiger House                                 | Kelly                |            |
| 2015            | The Moon and the Sun                        | Marie-Josèphe        |            |
| 2015            | Maze Runner: The Scorch Trials              | Teresa               |            |
| 2016            | The King's Daughter                         | Marie-Josèphe        |            |
| 2017            | Pirates of the Caribbean: Salazar's Revenge | Carina Smyth         |            |
| 2018            | Maze Runner: The Death Cure                 | Teresa Agnes         |            |
| 2020            | Spinning Out                                | Katarina ”Kat” Baker | 10 avsnitt |